# Ray Norton
Otis Ray Norton (Tulsa, 22 settembre 1937) è un ex velocista ed ex giocatore di football americano statunitense.

## Biografia
Nel 1959 colse un triplice oro ai Giochi panamericani vincendo le gare sui 100 m, 200 m e staffetta 4×100 m. Nello stesso anno eguagliò il record mondiale dei 100 m con il tempo di 10"1. Grazie a queste prestazioni fu votato come atleta dell'anno dalla rivista statunitense Track and Field News.
Norton iniziò il 1960 nel migliore dei modi, eguagliando tre record mondiali: 220 iarde in 20"6 (Berkeley, 19 marzo); 100 iarde in 9"3 (San Jose, 2 aprile); 200 metri in 20"6 (Filadelfia, 30 aprile). Si qualificò per le Olimpiadi di Roma vincendo i Trials sia sui 100 che sui 200 metri, eguagliando su quest'ultima distanza nuovamente il record mondiale, nel frattempo sceso a 20"5. Tuttavia, nella rassegna olimpica deluse le attese non riuscendo ad andare oltre il sesto ed ultimo posto sia nei 100 che nei 200 metri. A completare il disastro ci fu l'esito della staffetta 4×100 che vide il quartetto statunitense squalificato, dopo aver tagliato per primo il traguardo, a causa di un cambio irregolare di cui fu responsabile lo stesso Norton, scattato troppo presto all'inizio della seconda frazione.
Lasciata l'atletica, Norton fu ingaggiato dai San Francisco 49ers della National Football League dove giocò nel ruolo di halfback nelle stagioni 1960 e 1961.

## Palmarès
| Anno | Manifestazione      | Sede    | Evento      | Risultato | Prestazione | Note  |
| ---- | ------------------- | ------- | ----------- | --------- | ----------- | ----- |
| 1959 | Giochi panamericani | Chicago | 100 m piani | Oro       | 10"3        |       |
| 1959 | Giochi panamericani | Chicago | 200 m piani | Oro       | 20"6        |       |
| 1959 | Giochi panamericani | Chicago | 4×100 m     | Oro       | 40"4        |       |
| 1960 | Giochi olimpici     | Roma    | 100 m piani | 6º        | 10"4        | [ 3 ] |
| 1960 | Giochi olimpici     | Roma    | 200 m piani | 6º        | 20"9        | [ 4 ] |
| 1960 | Giochi olimpici     | Roma    | 4×100 m     | Finale    | dq          | [ 5 ] |